# Rio Acre Ecological Station
Rio Acre Ecological Station är ett naturreservat i Brasilien.   Det ligger i kommunen Assis Brasil och delstaten Acre, i den västra delen av landet, 2 500 km väster om huvudstaden Brasília.
I omgivningarna runt Rio Acre Ecological Station växer i huvudsak städsegrön lövskog. Trakten runt Rio Acre Ecological Station är nära nog obefolkad, med mindre än två invånare per kvadratkilometer.